# آب بخشان
آب بخشان (بالا خیابان لیتکوة) (بالفارسية: آب‌بخشان) هي قرية تقع في إيران في قسم بالا خیابان لیتکوة الريفي. يقدر عدد سكانها بـ 861 نسمة .